# Psammodesmus schmitti
Psammodesmus schmitti är en mångfotingart som beskrevs av Loomis och Hoffman 1953. Psammodesmus schmitti ingår i släktet Psammodesmus och familjen Platyrhacidae. Inga underarter finns listade i Catalogue of Life.